# Lobelia perpusilla
Lobelia perpusilla är en klockväxtart som beskrevs av Joseph Dalton Hooker. Lobelia perpusilla ingår i släktet lobelior, och familjen klockväxter. Inga underarter finns listade i Catalogue of Life.